# João Lucas (calciatore 1998)
João Lucas de Almeida Carvalho, noto semplicemente come João Lucas (Belo Horizonte, 9 marzo 1998), è un calciatore brasiliano, difensore del Grêmio.

## Caratteristiche tecniche
È un terzino destro.

## Carriera
Cresciuto nel settore giovanile del Bangu, ha esordito in prima squadra il 23 febbraio 2019 disputando l'incontro del Campionato Carioca perso 2-0 contro il Fluminense.
Il 9 maggio seguente è stato acquistato dal Flamengo.

## Statistiche
Statistiche aggiornate al 18 agosto 2019.

### Presenze e reti nei club
| Stagione        | Squadra         | Campionato      | Campionato | Campionato | Coppe nazionali | Coppe nazionali | Coppe nazionali | Coppe continentali | Coppe continentali | Coppe continentali | Altre coppe | Altre coppe | Altre coppe | Totale | Totale | Totale |
| Stagione        | Squadra         | Comp            | Pres       | Reti       | Comp            | Pres            | Reti            | Comp               | Pres               | Reti               | Comp        | Pres        | Reti        | Pres   | Reti   |        |
| --------------- | --------------- | --------------- | ---------- | ---------- | --------------- | --------------- | --------------- | ------------------ | ------------------ | ------------------ | ----------- | ----------- | ----------- | ------ | ------ | ------ |
| 2019            | Bangu           | A/RJ            | 8          | 0          | CB              | 0               | 0               |                    | -                  | -                  |             | -           | -           | 8      | 0      |        |
| 2019            | Flamengo        | A/RJ+A          | 0+5        | 0          | CB              | 0               | 0               | CL                 | 0                  | 0                  |             | -           | -           | 5      | 0      |        |
| Totale carriera | Totale carriera | Totale carriera | 13         | 0          |                 | 0               | 0               |                    | 0                  | 0                  |             | -           | -           | 13     | 0      |        |

## Palmarès

### Club

#### Competizioni nazionali
- Campionato brasiliano: 2

Flamengo: 2019, 2020
- Supercoppa del Brasile: 2

Flamengo: 2020, 2021

#### Competizioni internazionali
- Coppa Libertadores: 1

Flamengo: 2019
- Recopa Sudamericana: 1

Flamengo: 2020

#### Competizioni statali
- Campionato Carioca: 1

Flamengo: 2020